# ラビンドラナート・タゴール
ラビンドラナート・タゴール（英語: Rabindranath Tagore, ベンガル語: রবীন্দ্রনাথ ঠাকুর, ヒンディー語: रवीन्द्रनाथ ठाकुर（टगोर）、1861年5月7日 - 1941年8月7日）は、インドの詩人、思想家、作曲家。詩聖（コビグル কবিগুরু）として非常な尊敬を集めている。1913年には『ギタンジャリ』によってノーベル文学賞を受賞した。これはアジア人に与えられた初のノーベル賞でもあった。
インド国歌の作詞・作曲、およびバングラデシュ国歌の作詞者で、タゴール国際大学の設立者でもあった。

## 生涯

### 前半生
タゴールは1861年5月7日、ベンガル州カルカッタの名門タゴール家に15人兄弟の末っ子として生まれた（14番目の子で弟がいたという説もある）。タゴール家はタゴールの祖父ダルカナート・タゴールの代にカルカッタ有数の大商人として成長を遂げた家であり、また父のデヴェンドラナート・タゴールも宗教家として著名であり、ヒンドゥー教改革運動のひとつブラフモ・サマージのトップを務めていた。ラビンドラナートは生まれながらにブラフモ・サマージの会員だったが、その活動はごく一部のエリートのものに過ぎず、一般大衆の宗教心と乖離していると感じた。

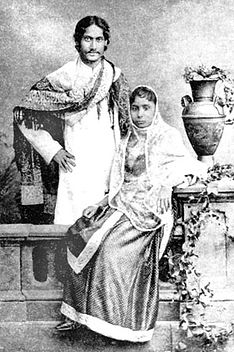
妻 Mrinalini Deviと。1883年

幼い頃より詩作を能くしたが、イギリス流の厳格な教育に馴染めず、3つの学校をドロップアウトする。1878年、17歳でイギリスのユニバーシティ・カレッジ・ロンドン（UCL）に留学、1年半を過ごすが、卒業には失敗した。イギリス留学でそれほど得るところはなく、家の中では相変わらず冴えない存在だった。
父のデーヴェンドラナートは息子に所帯を持たせることとし、1883年にタゴールはムリナリニ・デビと結婚する。1890年にはシライドホにあったタゴール家の領地管理を行うことになり、農村生活を始めた。ここでヒンドゥー教徒やイスラム教徒の最下層の人々によるベンガル地方の芸能・修行者集団バウルの伝説的存在ラロン・フォキルに出会い、バウルの歌に絶大な影響を受けることになる。タゴールは2600曲あまりの歌を残したが、バングラデシュ国歌「我が黄金のベンガルよ」（Amar Sonar Bangla）を含め、バウルの旋律をそのまま流用した歌も少なくない。詩作や文筆活動では、社会の最下層の人々の知恵・文化を語り、バウルの豊潤さを紹介した。

### 後半生
タゴールはやがて自らの学園を作る構想を持つようになり、父のデーヴェンドラナートが道場を開いていたカルカッタの北西にあたるシャーンティニケータンに1898年から校舎の建設をはじめ、1901年に野外学校を設立する。この学校は1921年には大学となり、1951年にはインド国立とされて現在のヴィシュヴァ・バーラティ国立大学となった。1902年にはインドを訪れた岡倉天心と親交を結び、1913年の天心の死までその交友は続いた。1902年には妻ムリナリニを亡くしている。
1905年にイギリスがベンガル分割令を出すと反対運動の先頭に立ったが、やがて政治から身を引いた。
1909年、ベンガル語の詩集『ギタンジャリ』を自ら英訳して刊行する。これは詩人のイェイツに絶賛され、評判となった（イェイツはこの詩集の序文も贈っている）。
1913年、タゴールはアジア人として初のノーベル賞となるノーベル文学賞を受賞した。インドの古典を自らのインド英語で紹介したことで受賞したが、これは後年になってインド英語が世界で通用することの根拠として英語教育学の世界で取り上げられている。翌1914年、イギリス政府からナイトに叙されたものの、1919年にはアムリットサル事件に抗議してこれを返上している。
1916年には来日し、日本の国家主義を批判した。この時、親交のあった岡倉天心の墓を訪れ、天心ゆかりの六角堂で詩を読んだ。
またマハトマ・ガンディーらのインド独立運動を支持し（ガンディーにマハトマ＝偉大なる魂、の尊称を贈ったのはタゴールとされる）、ロマン・ロランやアインシュタインら世界の知識人との親交も深かった。マハトマ・ガンディーと同様にマリア・モンテッソーリのインド滞在時にはモンテッソーリとの交流を経てモンテッソーリ教育を真の平和教育と賞賛、強く支持していた。ドイツのノーベル賞物理学者ハイゼンベルクには、東洋哲学を教えている。

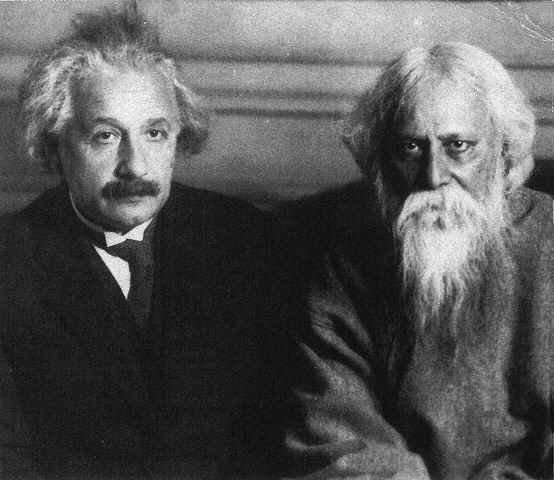
アインシュタインとタゴール(1930年)
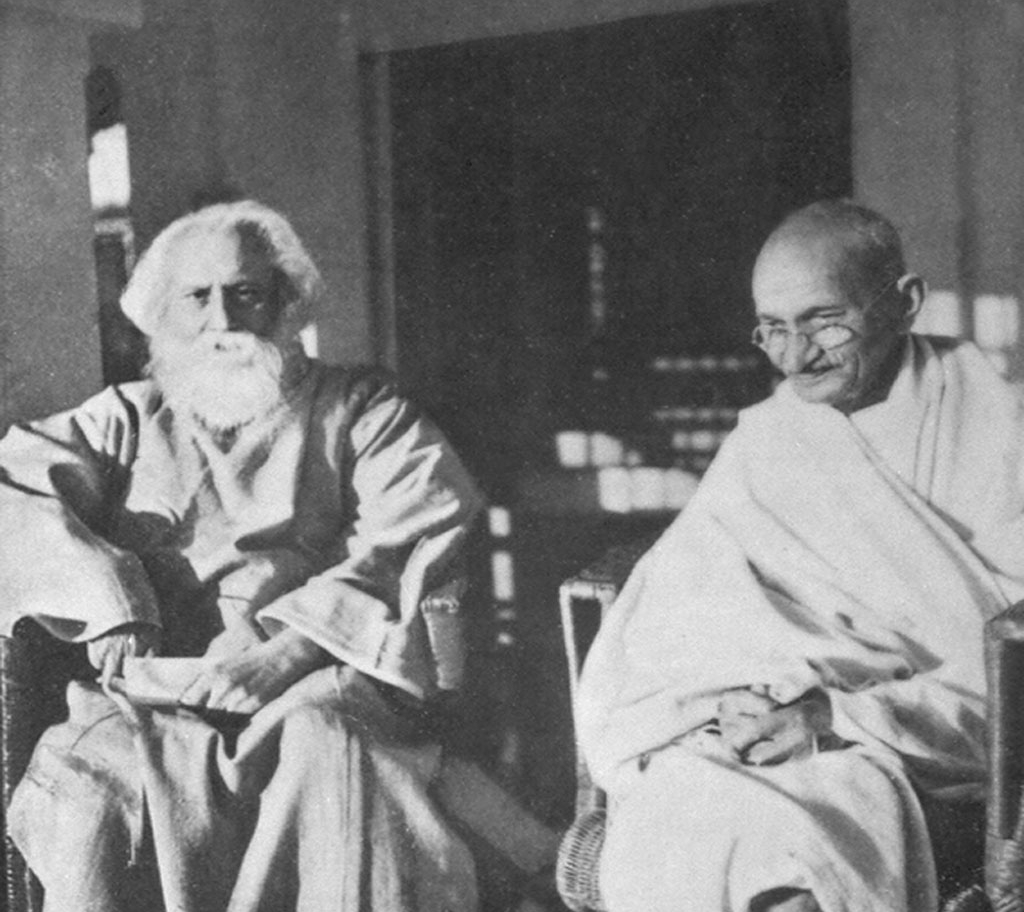
タゴールとガンディー(1940年)

1941年、80歳で死去した。

## 影響
タゴールの死後もその文学への評価は高く、インド・バングラデシュを問わずベンガル人に愛され、文化的に重要な位置を占めている。1950年1月24日には独立したインド議会によって、タゴールがベンガル語で作詞し作曲したジャナ・ガナ・マナがインド国歌に採用された。また、パキスタンが民族・地域対立によって東西で激しい対立が起こるようになると、東パキスタンはアイデンティティをベンガル語に求めるようになり、ベンガル語世界の生んだ最大の詩人であるタゴールの評価も高くなっていった。1970年のバングラデシュ独立戦争時には、タゴールが1905年に作詞した「我が黄金のベンガルよ」がバングラデシュ解放軍によって歌われるようになり、独立後の1971年1月16日には正式に国歌として採用された。また、同じくベンガル出身の巨匠である映画監督のサタジット・レイは、タゴールの作品に基づいた映画も多く製作しており、1961年にはタゴールの生涯をつづったドキュメンタリー、「詩聖タゴール」を制作した。

## 日本との関係

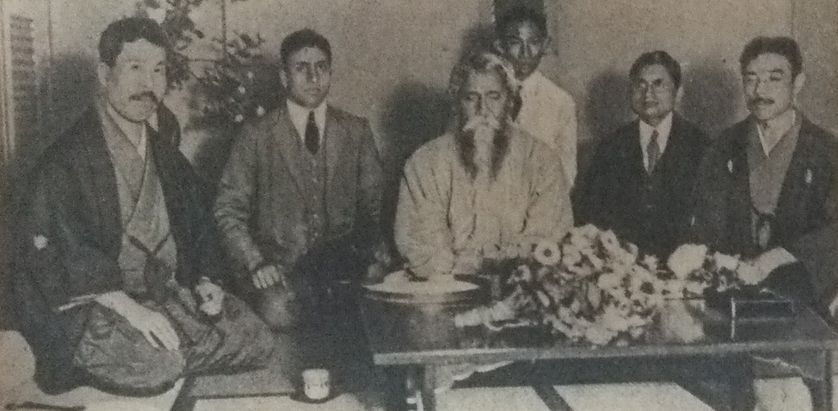
1916年の訪日時のタゴール（中央）。右端に横山大観。

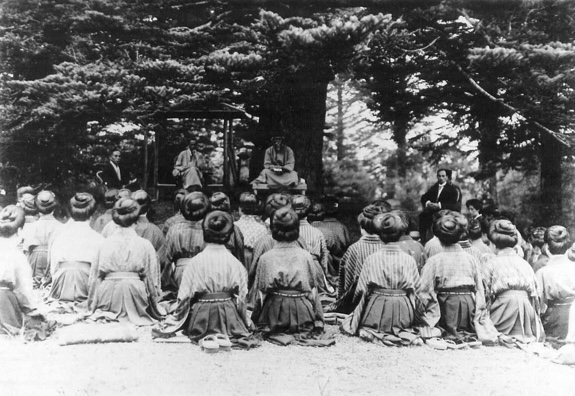
1916年の訪日時、軽井沢で学生を前に瞑想指導を行うタゴール。

早くから日本に対する関心も深く、岡倉天心・河口慧海・野口米次郎らとの親交があり、日本人の自然を愛する美意識を高く評価した。5度にわたって訪日している。
1916年、タゴールが来日した折、日本女子大学校創立者の成瀬仁蔵の招きを受けて日本女子大学校で7月に講演をおこない、さらに8月に軽井沢を訪れ（三井邸に滞在）、日本女子大学校が毎年実施していた修養会に講師として招かれ、学生を前に「瞑想に就きて」という講演や瞑想指導をおこなっている。
タゴールは、1924年の3度目の来日の際に第一次世界大戦下の対華21か条要求などの行動を「西欧文明に毒された行動」であると批判し、満洲事変以後の日本の軍事行動を「日本の伝統美の感覚を自ら壊すもの」であるとしている。
タゴールは中国について、「中国は、自分自身というものをしっかり保持しています。どんな一時的な敗北も、中国の完全に目覚めた精神を決して押しつぶすことはできません」と述べた。タゴールのこうした日本批判に対して、友人でもあった野口米次郎とは論争になった。野口は日本は中国を侵略しているのではなく、イギリスの走狗と戦っているのだとした。
1929年を最後に、タゴールは来日することはなかった。
1959年、東洋大学学長大倉邦彦、評論家山室静、平凡社の下中弥三郎、中村元らによって、タゴール記念会・タゴール研究所が設立。タゴール研究やベンガル語の講義が行われた。1961年にはタゴール生誕100年祭が開催、アポロン社から『ギーターンジャリ』『タゴール撰集』が出版された。
1980年、タゴール生誕120年にあたるこの年、高良とみ日本タゴール協会長らが中心となった詩聖タゴール像設立委員会により、長野県軽井沢町の碓氷峠の見晴台に高田博厚作「タゴール像」が建立された。背後の壁にタゴールの言葉「人類不戦」の文字が記されている。
1981年、森本達雄が中心となり、『タゴール全集』が出版された。

## 著作（日本語訳）
- タゴール詩集　ギーターンジャリ（渡辺照宏訳、岩波文庫、1977年）、度々再刊
  - 元版は「タゴール著作集 第3巻」アポロン社（全7巻）
- ギタンジャリ（森本達雄訳、第三文明社・レグルス文庫、1994年）
- 人間の宗教（森本達雄訳、第三文明社・レグルス文庫、1996年）
  - 各・元版は「タゴール著作集」第三文明社（全11巻＋別巻研究）
- タゴール 死生の詩（森本達雄編訳、人間と歴史社、新版2011年）
- ギタンジャリ　歌のささげもの　タゴール詩集（川名澄訳、風媒社、新版2017年）
- 迷い鳥　タゴール詩集（川名澄訳、風媒社、新版2015年）
- 螢　タゴール詩集（川名澄訳、風媒社、2010年）
- ベンガルの苦行者（内山眞理子訳、未知谷、2006年）
- 迷い鳥たち（内山眞理子訳、未知谷、2008年）
- お母さま（内山眞理子訳、未知谷、2011年）
- わが黄金のベンガルよ（内山眞理子訳、未知谷、2014年）
- ギーターンジャリ （内山眞理子訳、未知谷、2019年）
- 三日月（内山眞理子、未知谷、2021年）
- 幼な子ボラナト（神戸朋子訳、神戸留美子（絵)、而立書房、2022年）
- 少年時代（大西正幸訳・解説、めこん、2022年）
- 庭師 散文詩集（内山眞理子訳、未知谷、2024年）

## 関連書籍・映画
- 丹羽京子『タゴール』（清水書院、2011年）
- 森本達雄『原典でよむ タゴール』（岩波書店、2015年）
- ドキュメンタリー映画『タゴール・ソングス』（佐々木美佳監督、2020年）